# Wolterstorffina
Wolterstorffina é um gênero de sapos da família Bufonidae. Ele é nativo da Nigéria e Camarões.

## Espécies
| Nome Binomial e Autor                         | Nome Comum |
| --------------------------------------------- | ---------- |
| Wolterstorffina chirioi Boistel & Amiet, 2001 |            |
| Wolterstorffina mirei (Perret, 1971)          |            |
| Wolterstorffina parvipalmata (Werner, 1898)   |            |

## Ligações Externas
- Frost, Darrel R. 2007. Amphibian Species of the World: an Online Reference. Version 5.1 (October 10, 2007). Wolterstorffina. Electronic Database accessible at http://research.amnh.org/herpetology/amphibia/index.php. American Museum of Natural History, New York, USA. (Accessed: May 9, 2008).
- AmphibiaWeb: Information on amphibian biology and conservation. [web application]. 2008. Berkeley, California: Wolterstorffina. AmphibiaWeb, available at http://amphibiaweb.org/. (Accessed: May 9, 2008).
- eol – Encyclopedia of Life taxon Wolterstorffina[ligação inativa] at http://www.eol.org.
- ITIS – Integrated Taxonomic Information System on-line database Taxon Wolterstorffina at http://www.itis.gov/index.html. (Accessed: May 9, 2008).
- GBIF – Global Biodiversity Information Facility Taxon Wolterstorffina at http://data.gbif.org/welcome.htm